# Руководитель следственного органа
Руководитель следственного органа — согласно Уголовно-процессуальному кодексу Российской Федерации уполномоченное должностное лицо следственного органа.
Полномочия руководителя следственного органа осуществляют: Председатель Следственного комитета Российской Федерации, руководители территориальных следственных органов Следственного комитета Российской Федерации, их заместители, руководители следственных органов уполномоченных на проведение предварительного следствия федеральных органов исполнительной власти, их территориальных следственных органов, а также их заместители, иные руководители следственных органов и их заместители, объём процессуальных полномочий которых устанавливается Председателем Следственного комитета Российской Федерации, руководителями следственных органов соответствующих федеральных органов исполнительной власти.

## В России

### История

#### Дореволюционный период
25 июля 1719 г. указом Петра I была создана следственная канцелярия гвардии майора Семеновского полка Михаила Ивановича Волконского. Таким образом он стал первым лицом, возглавившим независимое от органов государственной власти специализированное следственное подразделение России.

#### В СССР
В советский период процессуальный статус начальника следственного отдела был введён Указом Президиума Верховного Совета РСФСР 14 декабря 1965 года. В соответствии с ним начальники наделялись следующими полномочиями: осуществление контроля за действиями следователей в части расследования уголовных дел, дача указаний о производстве отдельных следственных действий, передавать уголовное дело от одного следователя другому, создавать для расследования следственную группу.

#### В современной России
Изначально следственное подразделение возглавлял начальник следственного отдела, который преимущественно выполнял организационно-распорядительные полномочия. Процессуальное руководство предварительным следствием осуществлял прокурор. В ходе реформы уголовно-процессуального законодательства 2007 г. начальник следственного отдела был выведен из законодательства и заменён на новое лицо — руководителя следственного органа. Большинство полномочий по процессуальному контролю за следствием прокурором было передано руководителю следственного органа.

### Текущий правовой статус
Согласно главе 6 Уголовно-процессуального кодекса России руководитель следственного органа относится к участникам уголовного процесса со стороны обвинения при проведении предварительного расследования в форме следствия.
Российское законодательство предусматривает должности руководителей следственных органов в:
- Следственном комитете Российской Федерации,
- органах внутренних дел,
- Федеральной службе безопасности[9]

Функции руководителя следственного органа можно подразделить на административные и процессуальные. Административные функции смежны с функциями любого руководителя. Они включают в себя, например, материально-техническое обеспечение деятельности, подбор  и расстановку кадров, аналитическую функцию, функцию контроля и исполнения, принятие управленческих решений. Процессуальную функцию следователя можно свести к процессуальному руководству расследованием: направлением следствия в нужное русло путем дачи указаний следователю и отмены принятых им процессуальных решений.

#### Полномочия руководителя следственного органа
Руководитель следственного органа вправе:
- поручать производство предварительного следствия следователю либо нескольким следователям, а также изымать уголовное дело у следователя и передавать его другому следователю с обязательным указанием оснований такой передачи, создавать следственную группу, изменять её состав либо принимать уголовное дело к своему производству;
- проверять материалы проверки сообщения о преступлении или материалы уголовного дела, отменять незаконные или необоснованные постановления следователя;
- давать следователю указания о направлении расследования, производстве отдельных следственных действий, привлечении лица в качестве обвиняемого, об избрании в отношении подозреваемого, обвиняемого меры пресечения, о квалификации преступления и об объёме обвинения, лично рассматривать сообщения о преступлении, участвовать в проверке сообщения о преступлении;
- давать согласие следователю на возбуждение перед судом ходатайства об избрании, о продлении, об отмене или изменении меры пресечения либо о производстве иного процессуального действия, которое допускается на основании судебного решения, лично допрашивать подозреваемого, обвиняемого без принятия уголовного дела к своему производству при рассмотрении вопроса о даче согласия следователю на возбуждение перед судом указанного ходатайства;
- разрешать отводы, заявленные следователю, а также его самоотводы;
- возвращать уголовное дело следователю со своими указаниями о производстве дополнительного расследования;
- осуществлять иные полномочия, предусмотренные УПК РФ[2]

При этом указания руководителя следственного органа по уголовному делу даются в письменном виде и обязательны для исполнения следователем.
Решение вопроса о возбуждении уголовного дела или привлечения в качестве обвиняемого отдельных категорий лиц, в отношении которых действует особый порядок производства по уголовным делам, входит в исключительную компетенцию руководителей следственных органов Следственного комитета Российской Федерации. В ряде случаев для этого требуется согласие другого государственного органа.

При осуществлении своей деятельности руководитель следственного органа также обладает полномочиями следователя и руководителя следственной группы.